# Джангл-Айленд
Джангл-Айленд (англ. Jungle Island) — интерактивный тематический парк развлечений, расположенный в городе Майами, Флорида, США.
Первоначально парк, рассказывающий о диких животных, назывался Пэррот-Джангл (англ. Parrot Jungle) и располагался в деревне Пайнкрест (англ. Pinecrest). Впоследствии парк был перемещен на остров Уотсон (Watson Island) в Майами и переименован в Пэррот Джангл Айленд (Parrot Jungle Island). В 2007 году парк вновь был переименован в Джангл Айленд.
В парке развлечений «Джангл-Айленд» расположен так называемый «Джангл-театр» — арена для представлений с участием диких животных со всего мира с трибунами для зрителей. Рядом с театром в вольере живёт Геркулес — самый крупный лигр на планете. В «Джангл театре» проводятся шоу «Сказка тигра», в котором выступают самые крупные кошачьи: лигры, тигры, львы, и другие редкие дикие животные. Также в парке действует представление дрессированных попугаев — «Пепси Пэррот Баул» (Pepsi Parrot Bowl) и показ редких птиц «Крылатые чудеса»: андского кондора, казуара, королевского грифа. В серпентарии (Serpentarium), названном так в честь прославленного серпентария Майами Била Гааста, представлены многочисленные виды животных, от африканских пингвинов до огромных черепах, гигантских змей — боа-констрикторов, и лемуров, а также проводятся представления с участием рептилий, пингвинов, фламинго и других животных «Стиль жизни привлекательных и ползучих» (Lifestyles of the Cute and Creepy). В «Эверглейдс Хабитат» (Everglades Habitat) воссоздана экосистема Национального парка «Эверглейдс» (Everglades National Park) во Флориде, расположенного в обширном заболоченном районе в южной Флориде к югу от озера Окичоби (Okeechobee, Lake) и включающего мангровые леса крайнего юга. На территории парка расположено озеро и остров, где в воссозданной естественной среде обитания содержатся розовые фламинго. Имеется собственный пляж La Playa, где могут отдыхать дети и взрослые.

## Галерея

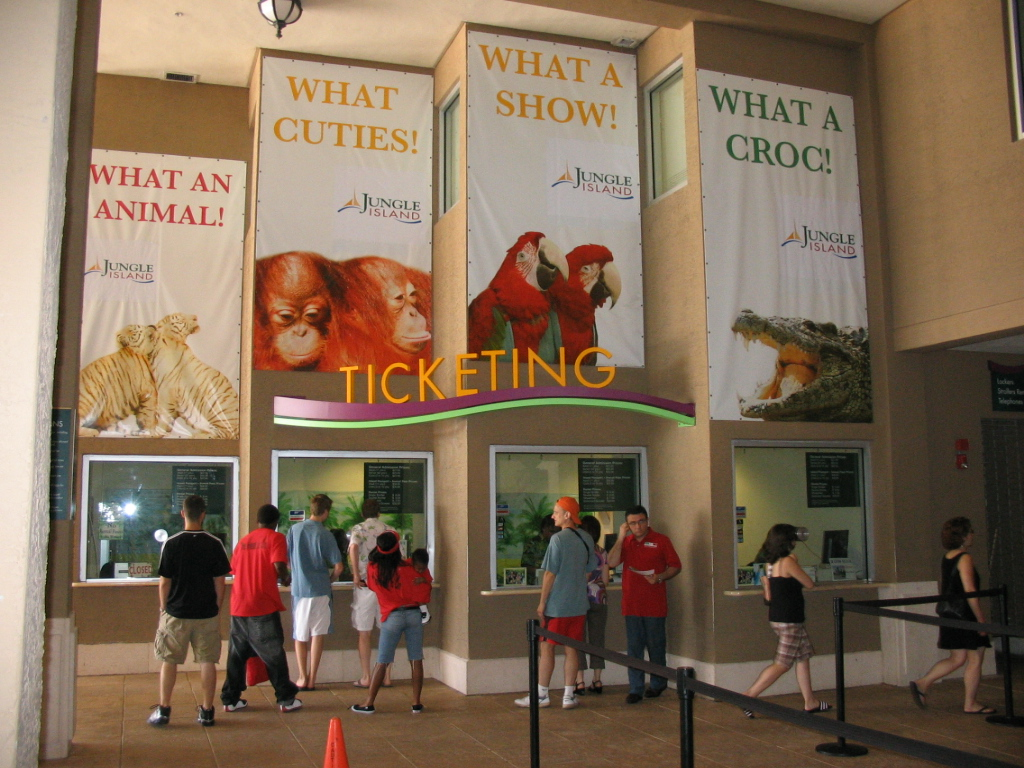
Билетные кассы у входа в парк "Джангл Айленд", Флорида, США
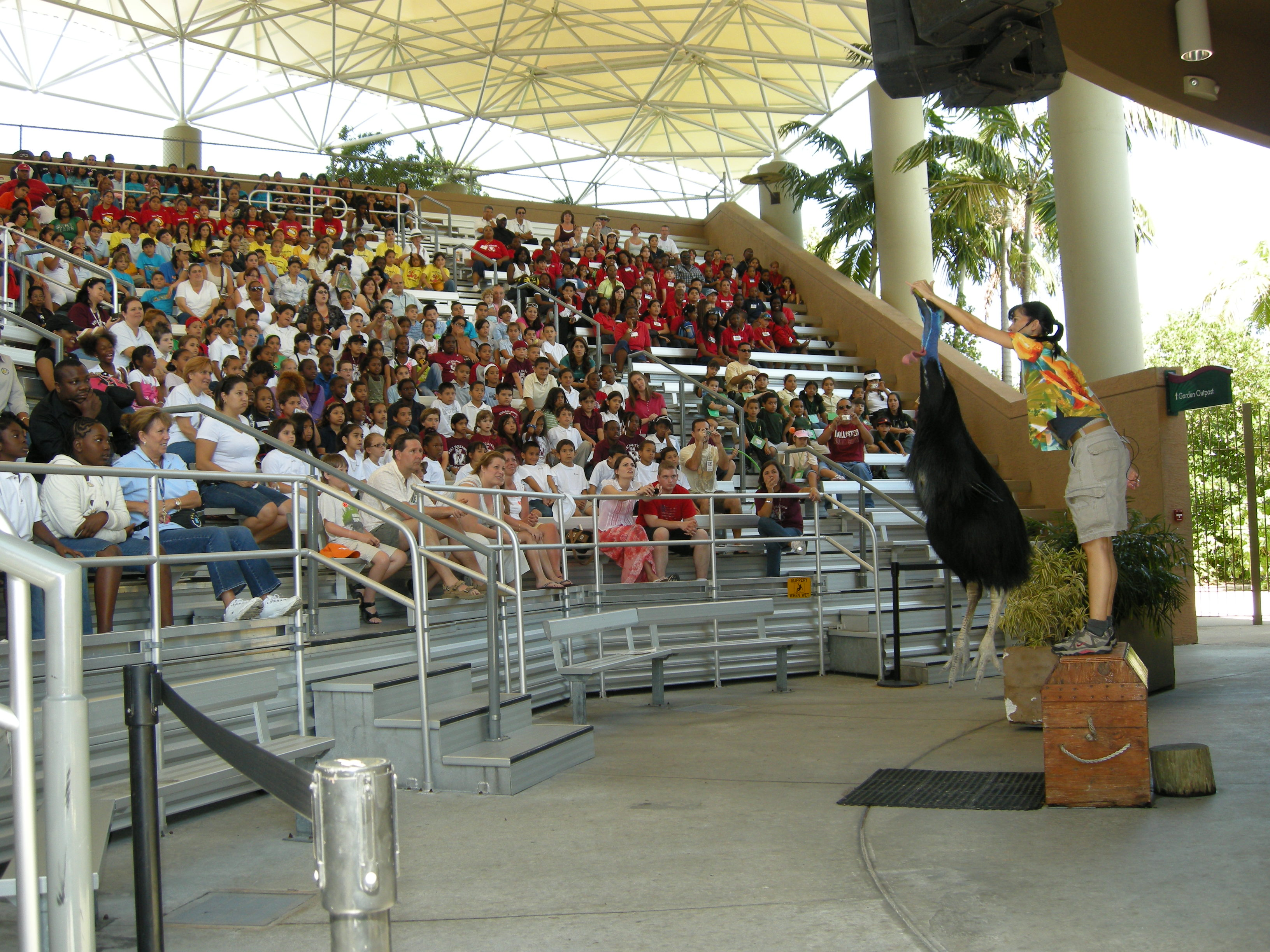
Джангл Айленд, Флорида, США
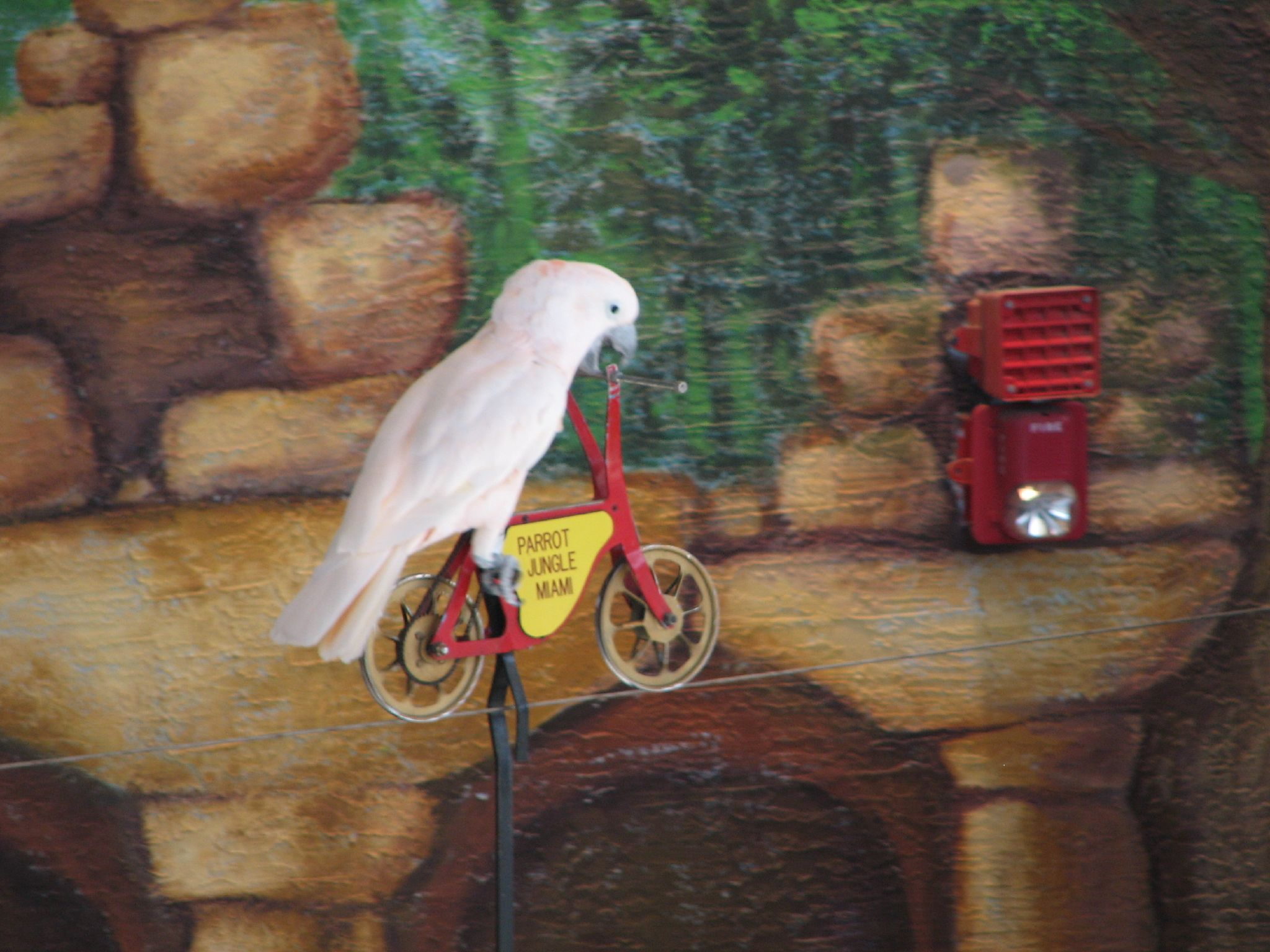
Какаду на велосипеде
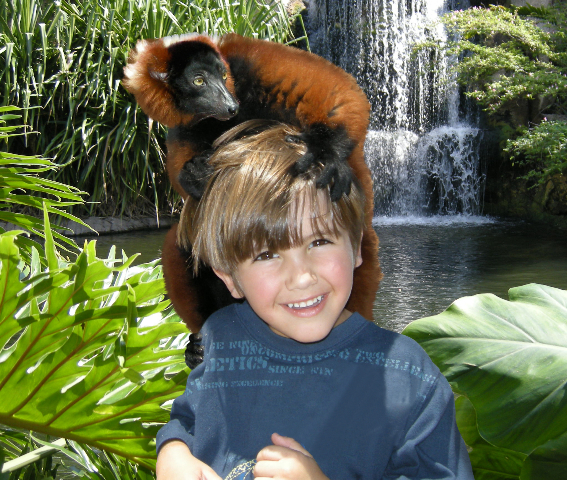
Лемур и мальчик в парке развлечений "Джангл Айленд", Флорида, США
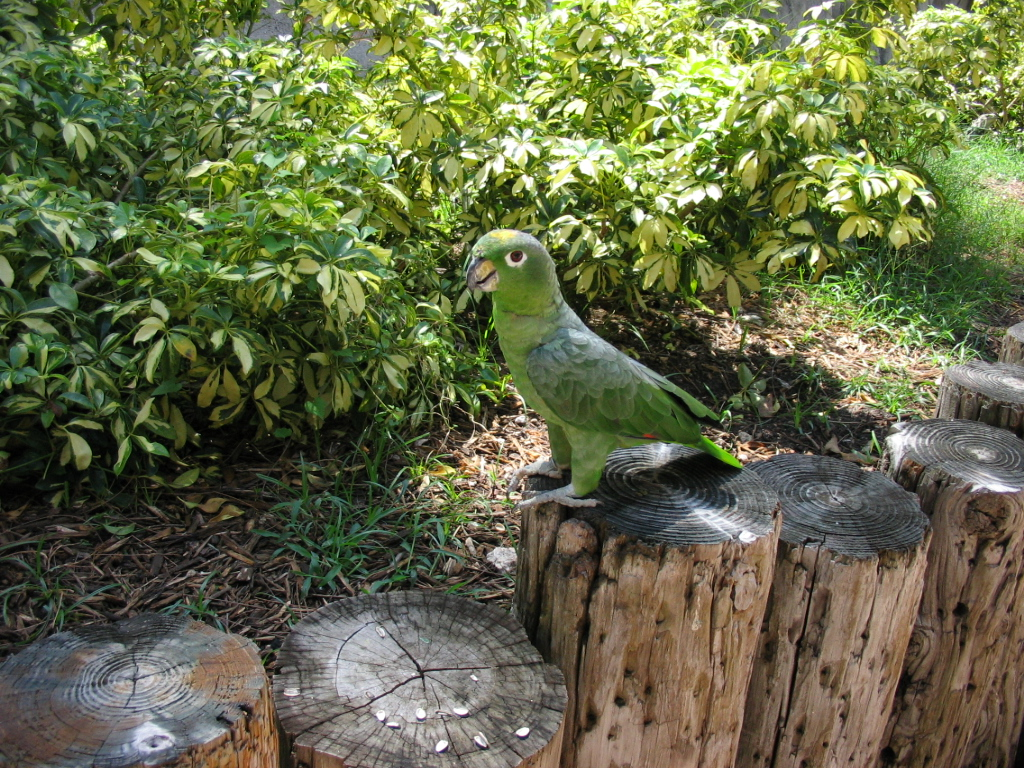
Амазонский попугай в парке развлечений "Джангл Айленд", Флорида, США
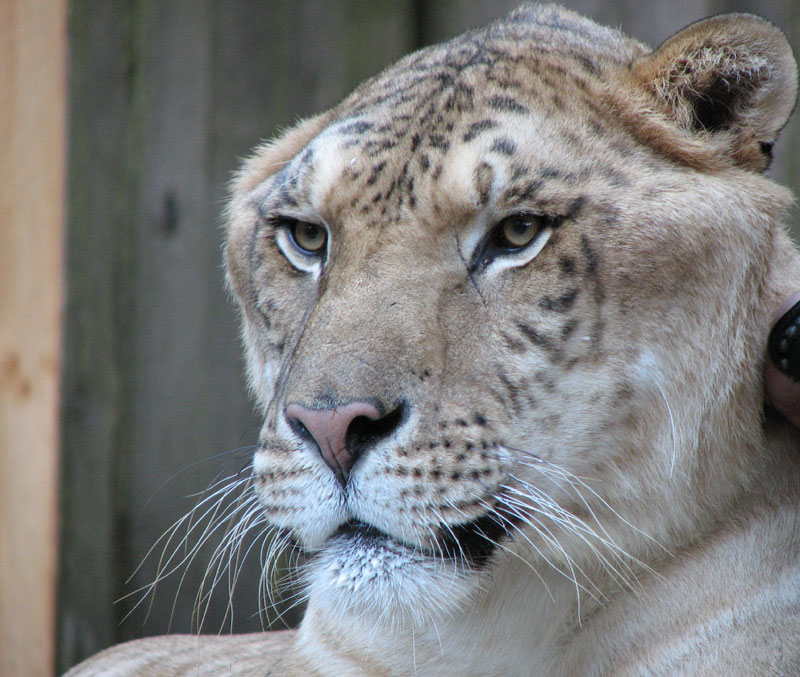
Геркулес
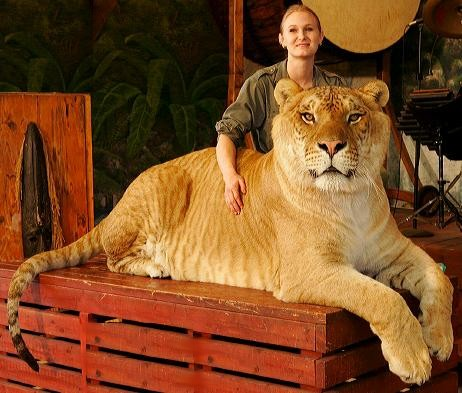
Геркулес во время представления
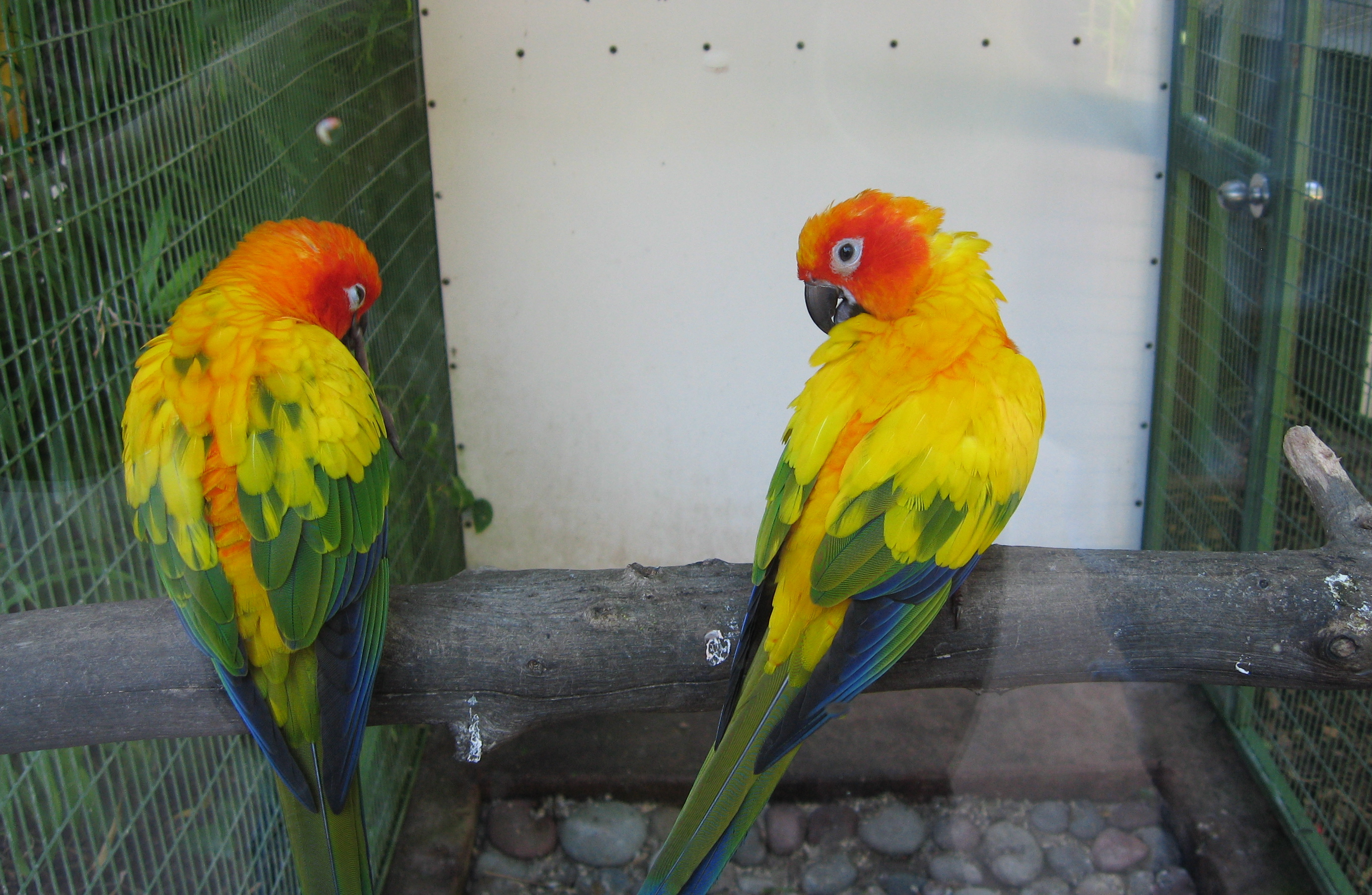
Солнечные аратинга (Aratinga solstitialis)